# Grupo III de la URBA
El Grupo III de la URBA es la tercera división de la Unión de Rugby de Buenos Aires durante el primer semestre del año. A través del mismo se clasifica al Reubicación II y al Reubicación III, siendo el primero el que posibilita ascender de categoría mientras que el segundo es para mantenerla.
Los equipos participantes suelen dividirse en grupos de igual cantidad donde disputan partidos todos contra todos a una rueda, y se los ordena en tablas de posiciones dependiendo de sus resultados. Los mejores equipos acceden al Reubicación II, donde se juntan con los peores equipos del Grupo II de la URBA para tratar de clasificarse a dicho grupo. Los peores equipos disputan el Reubicación III junto con los mejores del Grupo IV de la URBA para evitar descender a ese grupo.

## Equipos participantes
| Equipo                                      | Localidad            |
| ------------------------------------------- | -------------------- |
| Asociación Ex Alumnos Colegio La Salle      | San Martín           |
| Virreyes Rugby Club                         | San Fernando         |
| Areco Rugby Club                            | San Antonio de Areco |
| Club Ciudad de Campana                      | Campana              |
| San Marcos de Monte Grande                  | Esteban Echeverría   |
| Monte Grande Rugby Club                     | Esteban Echeverría   |
| Tigre Rugby Club                            | Tigre                |
| Club Los Cedros                             | San Miguel           |
| Arsenal Zárate Rugby                        | Zárate               |
| Club Varela Junior                          | Florencio Varela     |
| Club Atlético Chascomús                     | Chascomús            |
| Las Cañas Rugby Club                        | Cañuelas             |
| Club Atlético Obras Sanitarias de la Nación | Capital Federal      |
| Luján Rugby Club                            | Luján                |
| San Miguel Rugby & Hockey Club              | San Miguel           |
| Club Argentino de Rugby                     | Avellaneda           |
| Vicentinos                                  | San Miguel           |
| Tiro Federal de San Pedro                   |                      |